# Bernard de Vries
Bernhard de Vries, talvolta accreditato come Bernard de Vries (11 gennaio 1941), è un attore e attivista olandese.

## Biografia
Negli anni sessanta fu attivista nel movimento controculturale Provo, venendo eletto consigliere comunale alle elezioni amministrative di Amsterdam nel 1966, carica che lasciò per poi tentare la carriera di attore in Italia. Fu attivo in diversi film a cavallo fra gli anni sessanta e settanta, per poi abbandonare la carriera cinematografica.

## Filmografia
- Il sesso degli angeli, regia di Ugo Liberatore (1968)
- Fräulein Doktor, regia di Alberto Lattuada (1969)
- Le 10 meraviglie dell'amore, regia di Sergio Bergonzelli (1969)
- La ragazza dalle mani di corallo, regia di Luigi Petrini (1971)
- Erika, regia di Filippo Walter Ratti (1971)